# Андрюхи
Андрюхи́ (бел. Андрухі́) — деревня в составе Ленинского сельсовета Горецкого района Могилёвской области Республики Беларусь.

## Население
- 1999 год — 14 человек
- 2010 год — 8 человек